# Surge XT
Surge XT 是由Surge Synth Team负责维护的一款开源音频合成器插件（VST3、AU、CLAP格式）。它的前身是由Claes Johanson开发的 Surge 合成器，于2022年改为现名。

## 历史
Surge的开发始于2000年代初，软件开发者Claes Johanson开发采样器ShortCircuit后，决定开发一款多模式的综合合成器。最终，Surge于2005年10月以Vember Audio的名义作为商业软件发布，定价180欧元，在这款合成器发布之初，就已经受到了一定的关注。
在2018年，由于创始人Claes Johanson将精力转移到了Bitwig Studio DAW项目上，Surge的源代码根据GPLv3协议进行了开源，交由社区进行开发，通过GitHub存储库与Discord进行错误汇报与开发协作。此后，开源社区维持了其功能的活跃开发，并吸引了大批音乐家、声音设计师和开发者加入其中，共同推动其不断发展。
2022年，接管Surge的社区扩展大量现代功能（如微分音、MIDI 复音表达 （MPE）、脚本支持），并用JUCE框架重写前端后，将名字改为了Surge XT。

## 功能
Surge XT提供了广泛的功能，其中一些关键功能包括：

#### 场景
Surge XT合成器支持同时开启A、B两个“场景”，场景间可以依据音高或MIDI通道分割开来，并行使用；也可以两个场景同时发声（此时相当于有两台合成器并入了同一组效果器模块）。两个场景共享同一复音数限制（可以调节，最大允许64复音）。

#### 合成
Surge XT合成器的整体架构为减法合成与FM合成的混合，有12种振荡器类型（包括经典波形、波表、Karplus-Strong、加法和噪声）可供选择，但每个场景同时只能使用3个振荡器。这些振荡器可以组合和环形调制，创造出具有丰富谐波和纹理的复杂声音。Surge XT还支持波形塑形，为声音设计提供了额外的可能性。
Surge XT提供了数十种滤波器，包括低通、高通、带通、全通和梳状滤波器，但同时只能使用2个滤波器，2个滤波器之间的混合比例与路由关系均可以进行调节。

#### 调制
Surge XT具备灵活的调制系统，几乎可以用任何调制源（如低频振荡器、包络、步进音序和噪声，这些调制源均封装在合成器的“低频振荡器”模块中，以及独立的MIDI控制信号（CC）调制）调制合成器的任何参数。Surge XT中包含12个上述“低频振荡器”模块和8个自定义宏参数。调制源还可以与音乐的节奏同步，为声音提供有节奏的变化。

#### 效果器
Surge XT内置多种效果器，以增强和塑造合成音色。每个场景各有4个效果器栏位，此外还有4个母轨道栏位和4个发送轨道栏位，用户可以在这些位置放置均衡、激励、失真、延迟、混响、合唱、相位等效果，提供了额外的声音塑造可能性。

## 评价
Surge XT在音乐家和评论家中获得了积极的评价，获得了KVR音乐社区2020年和2022年“最佳免费虚拟乐器”奖。它强大的声音引擎与丰富的调制能力受到了高度赞赏，以至于被认为适合所有音乐类型。此外，作为一个开源项目，Surge XT的源代码的可用性促进了一个强大的社区，由用户的反馈和贡献推动着Surge XT的持续改进和创新。
对Surge XT的批评则集中在不合理的外观、反直觉的操作和对CPU的高消耗上。虽然随着皮肤功能、可缩放矢量界面等特性的引入，外观效果有所改善，但问题没有完全得到解决。有开发者提出重构Surge XT的界面，但此计划一直未能真正得到实施。